# Calle 53 (Manhattan)
La calle 53 cruza el centro de la ciudad en el borough de Manhattan de la ciudad de Nueva York (Estados Unidos), que corre junto a edificios como el Citigroup Center. Mide 2,94 km de largo. La calle corre hacia el oeste desde Sutton Place a lo largo de la mayor parte del ancho de la isla y termina en DeWitt Clinton Park en Undécima Avenida.
El complejo de estaciones Avenida Lexington Avenue-Calle53/Calle 51, uno de los más concurridos del Metro de Nueva York, es accesible desde esta calle y cuenta con las líneas 4, 6, <6>, E y M. La estación de la Séptima Avenida (líneas B, D y E) es una estación de transferencia. El túnel de la calle 53 lleva la Línea Queens Boulevard (trenes E y M) del Metro de Nueva York bajo el Río Este entre Manhattan y Queens.

## Ubicaciones notables, de este a oeste
- 303 East 53rd Street fue la sede de The Muppets entre 1963 y 1968 cuando Jim Henson alquiló un espacio en el edificio.
- El Lipstick Building encuentra en Third Avenue.
- Citigroup Center es un rascacielos de 59 pisos ubicado en 601 Lexington Avenue, en la esquina de la calle 53.
- El Seagram Building es un rascacielos de 38 pisos ubicado en 375 Park Avenue, entre las calles 52 y 53, diseñado por el arquitecto alemán Ludwig Mies van der Rohe, en colaboración con el estadounidense Philip Johnson y terminado en 1958.
- Lever House es un rascacielos de 21 pisos ubicado en 390 Park Avenue, entre la calle 54 y la calle 53, diseñada por Gordon Bunshaft de Skidmore, Owings and Merrill, y terminada en 1952.
- 12 East 53rd Street, una casa adosada utilizada por LIM College y un hito designado por la ciudad de Nueva York.
- El Stork Club fue uno de los clubes nocturnos más famosos de la ciudad de Nueva York durante las décadas de 1930 y 1950. Estaba ubicado en 3 East 53rd Street, justo al lado de la Quinta Avenida.
- Paley Park, en el antiguo sitio del Stork Club, es un parque de bolsillo de 390 m² que ha sido reconocido como uno de los mejores espacios urbanos en los Estados Unidos.[1]
- La Iglesia de Santo Tomás está ubicada en la Quinta Avenida.
- El bloque entre las avenidas Quinta y Sexta también contiene el antiguo Centro de la Biblioteca Donnell, el Museo de Arte Moderno, el American Folk Art Museum y los edificios "Black Rock" y "Brown Rock" (1330 Avenue of the Americas) de CBS y ( anteriormente) ABC, respectivamente. Se remató un rascacielos en 2018, en 53 West 53rd Street.
- La manzana entre las avenidas Sexta y Séptima alberga el Crédit Lyonnais Building y los hoteles Hilton New York y Sheraton New York, separados por una subestación de tracción. En el medio de esta cuadra, hay un paso de peatones como parte de una avenida peatonal de norte a sur llamada Sixth and a Half Avenue.[2]
- Una sección de la 53 en la Octava Avenida fue nombrada Jerry Orbach Way en 2007 en honor al actor, que había vivido allí durante 25 años.[3]
- El Teatro Ed Sullivan está en Broadway, al otro lado de la calle de la puerta trasera del Roseland Ballroom y al lado de otra central eléctrica del metro. El teatro es la ubicación del The Late Show with Stephen Colbert. El predecesor de Colbert, David Letterman, a veces usaba la calle para segmentos del programa.[4]
- El Show de Wendy Williams fue grabado en 433 West 53rd.
- Power Station es un estudio de grabación en 441 West 53rd.
- Un edificio en 811 Tenth Avenue, entre las calles 53 y 54, alberga la mayor central de AT&T Long Lines de la ciudad de Nueva York. Se extiende hasta la mitad de la Undécima Avenida y no tiene ventanas; solo hay dos pequeñas aberturas rectangulares ubicadas justo encima de los dos mástiles de bandera a cada lado de la puerta principal, que dan acceso a las banderas.
- La calle termina en DeWitt Clinton Park en la Undécima Avenida.

## Galería

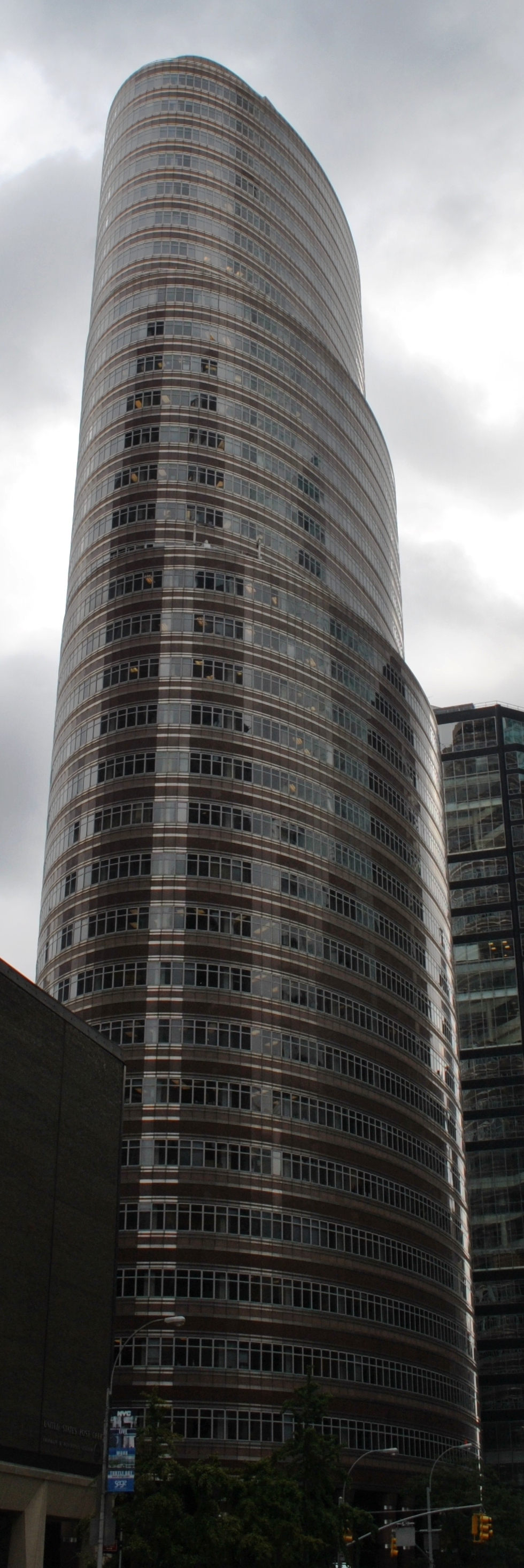
Lipstick Building
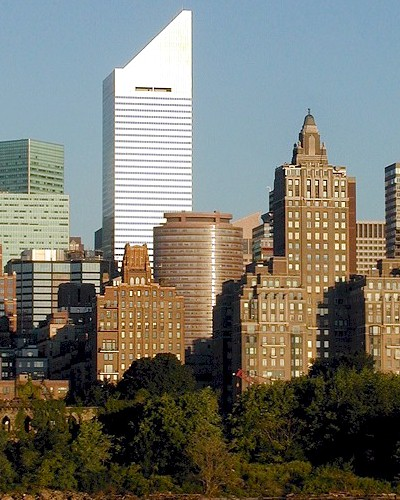
Citigroup Center
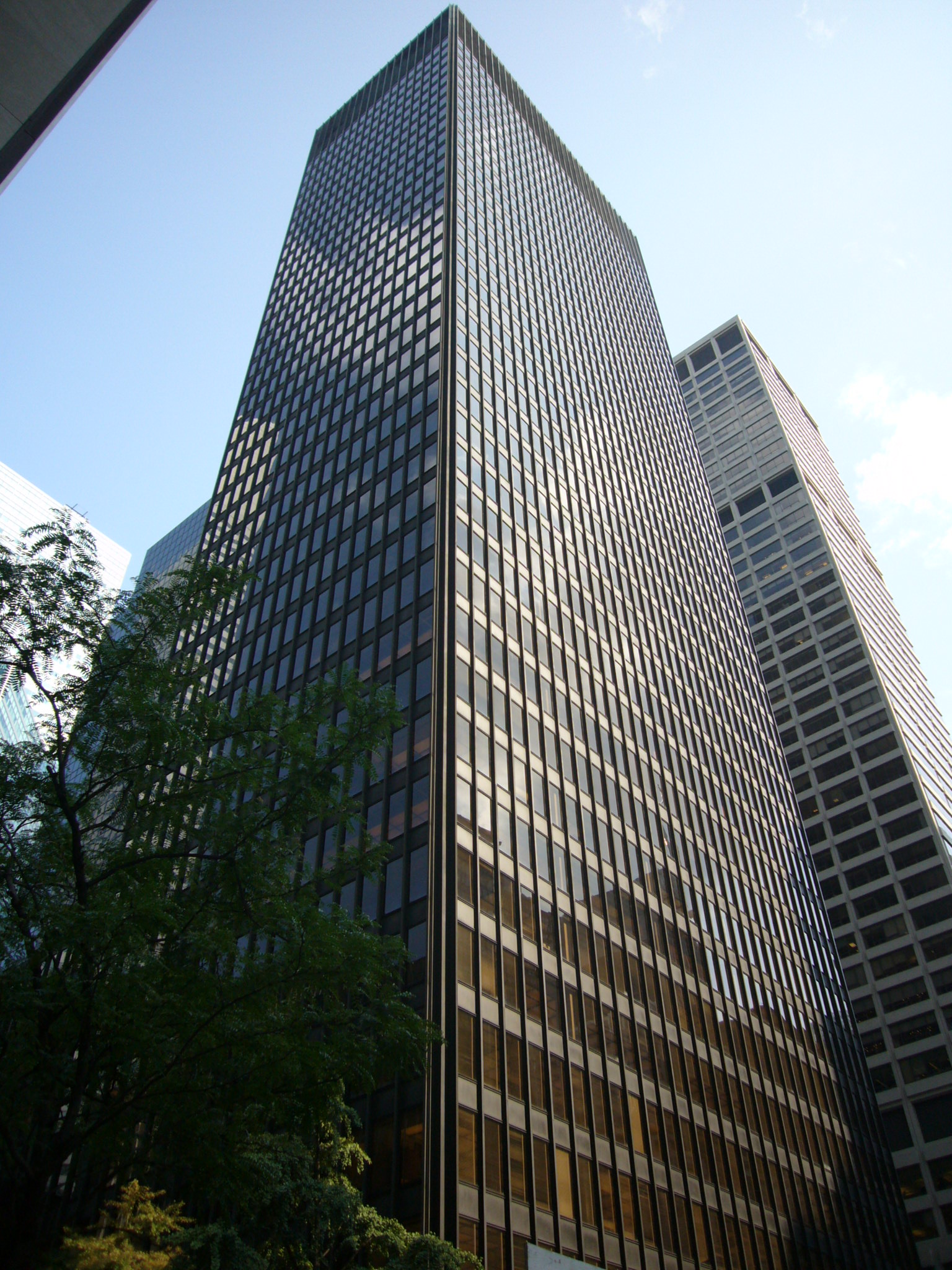
Seagram Building
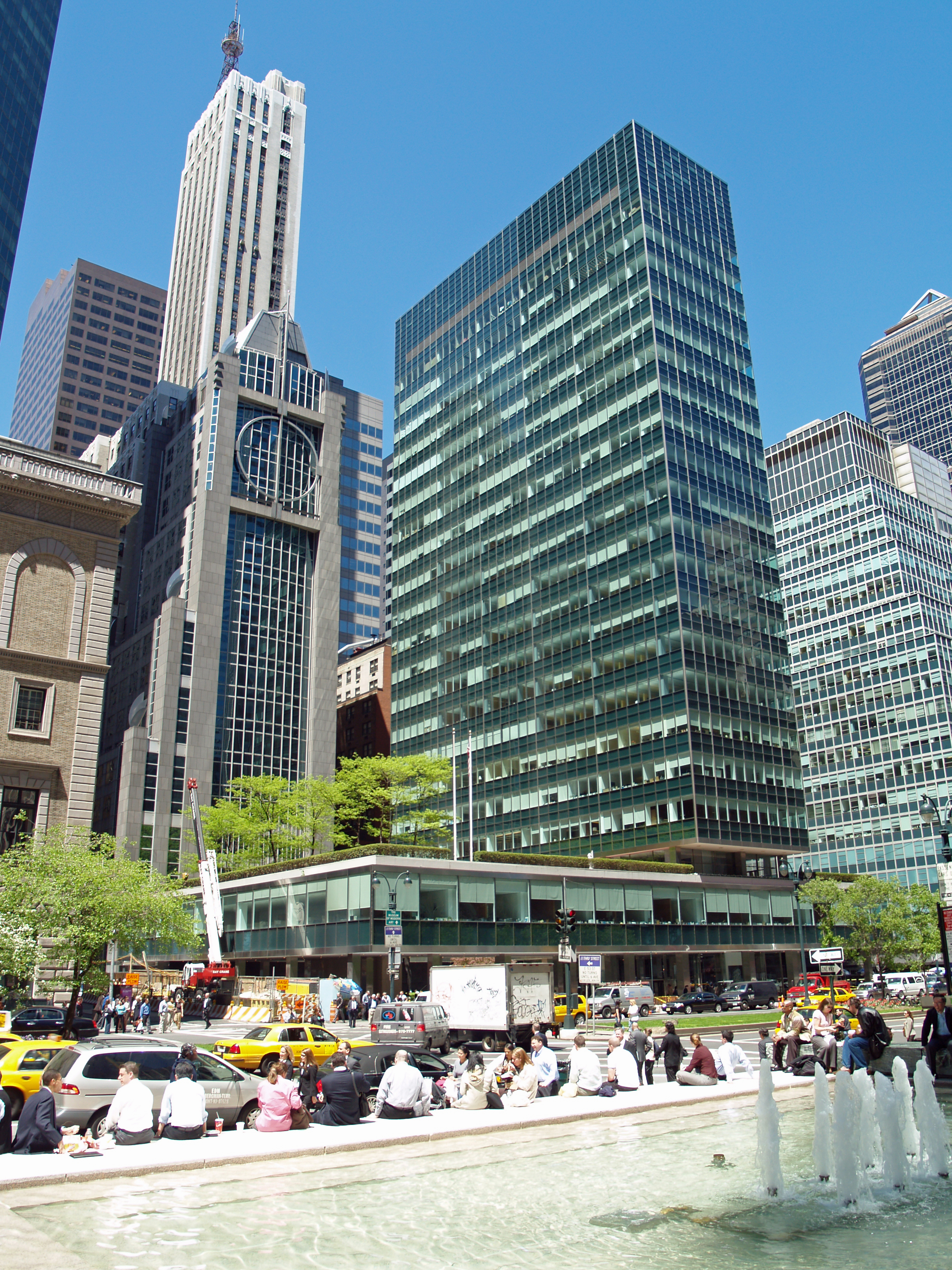
Lever House
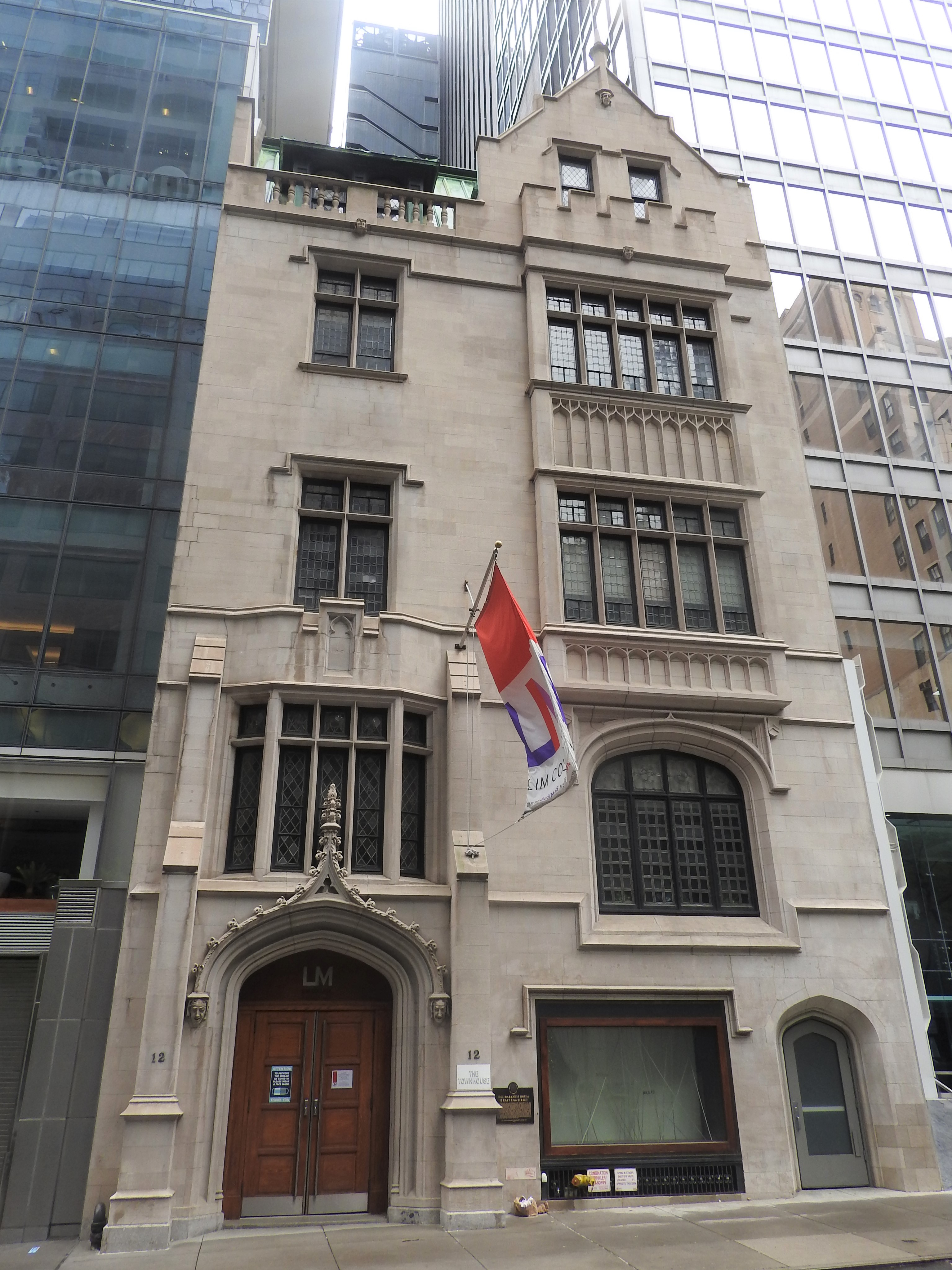
12 East 53rd Street
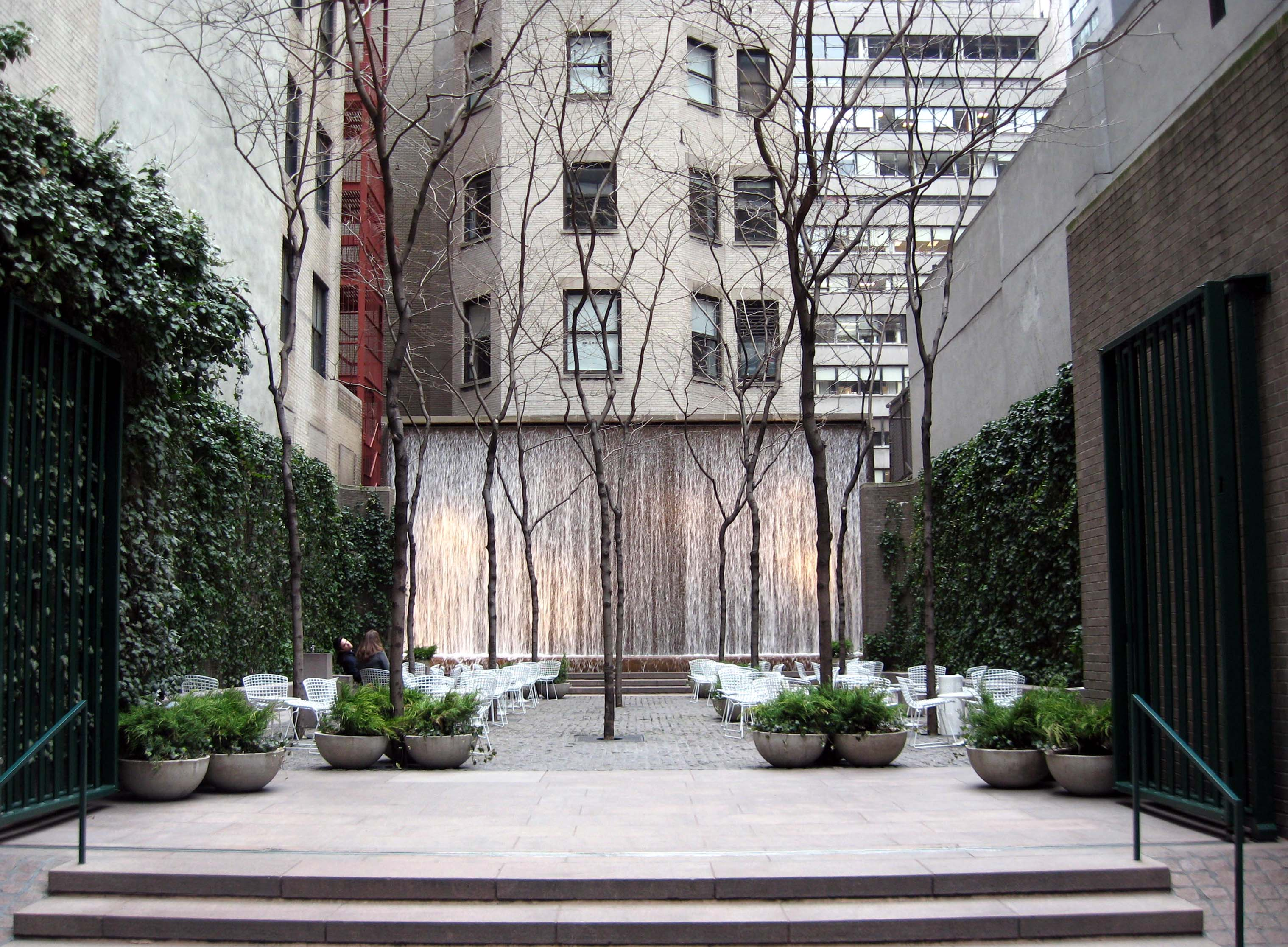
Parque Paley
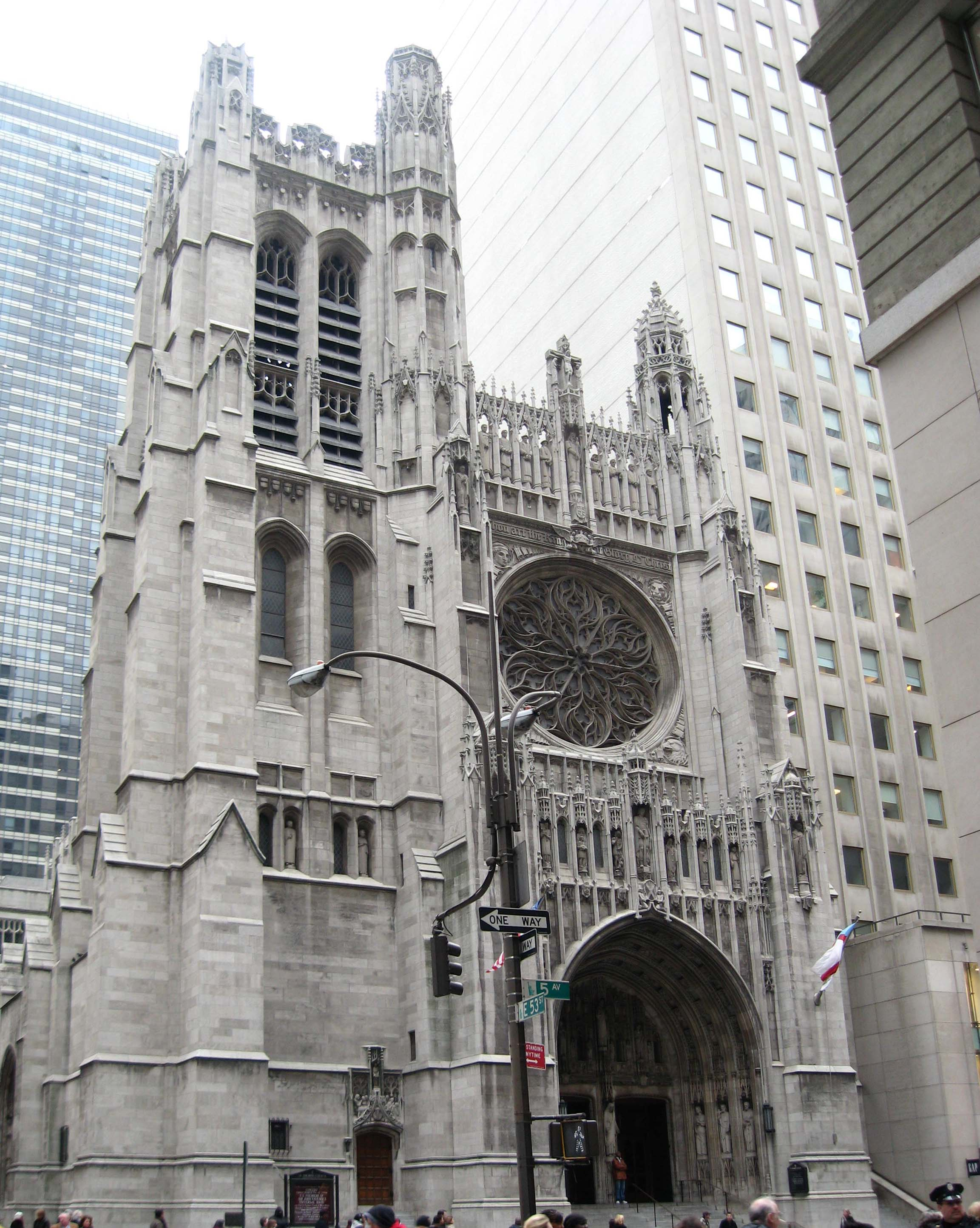
Iglesia de Santo Tomás
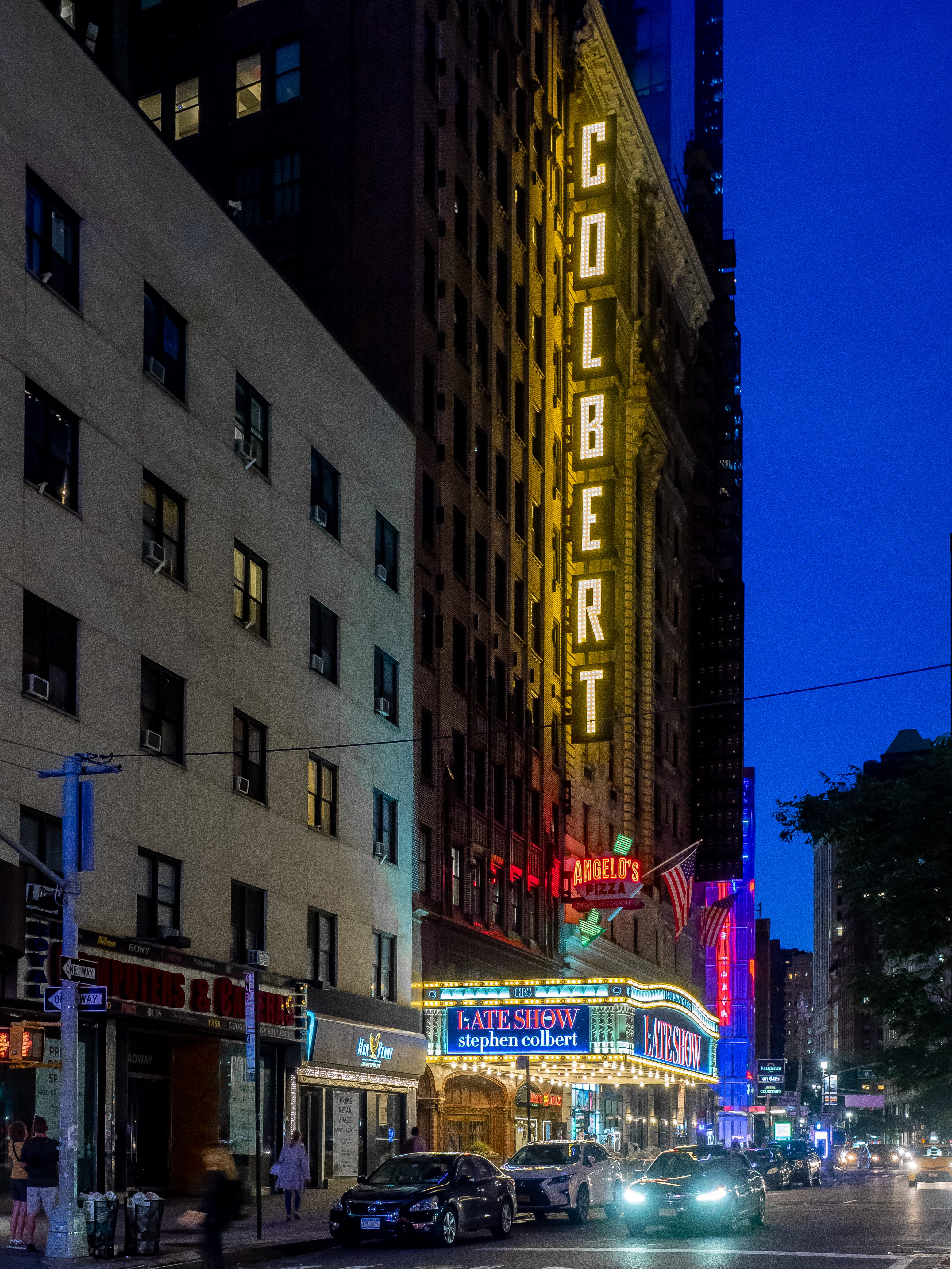
Teatro Ed Sullivan
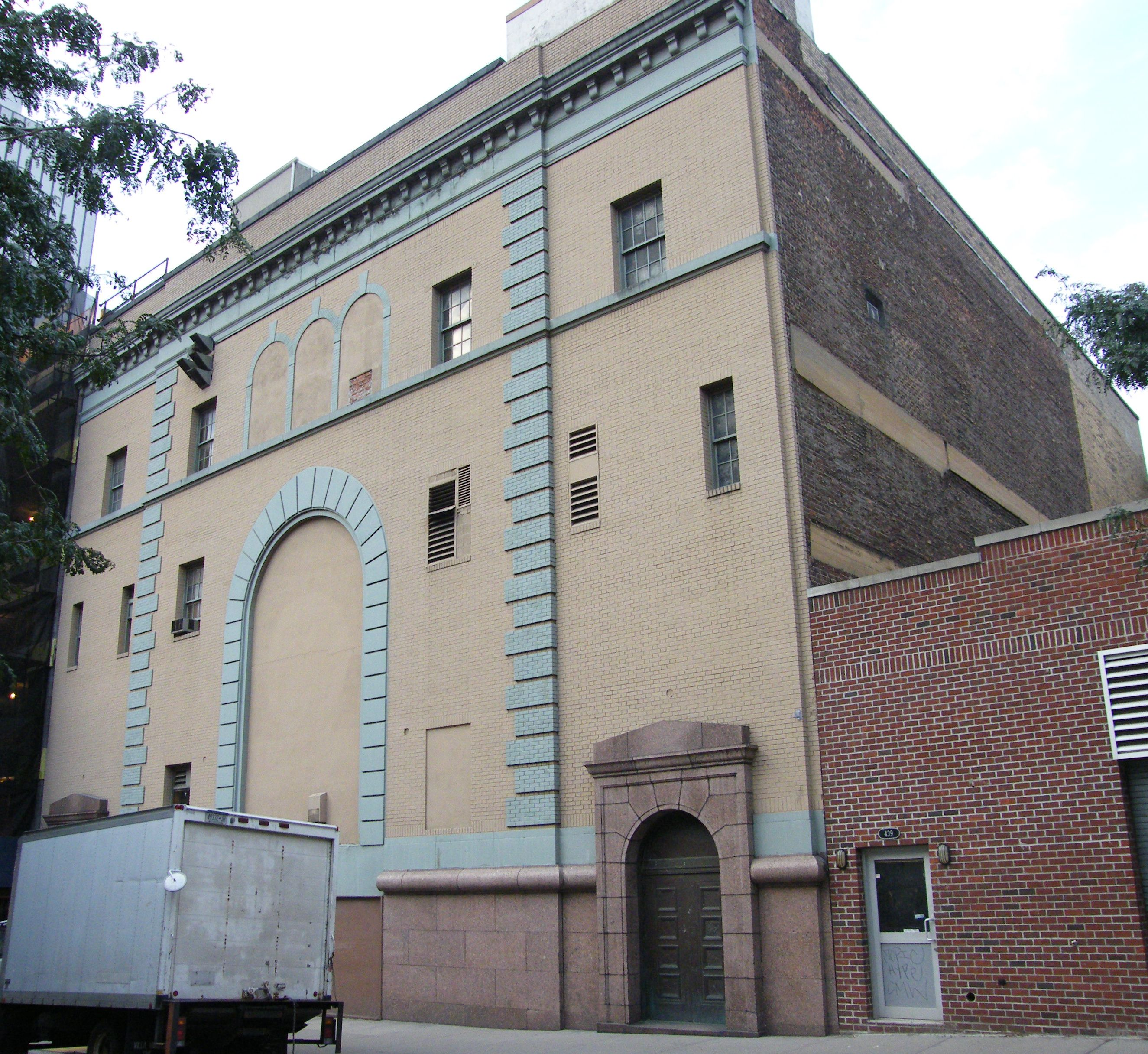
Power Station
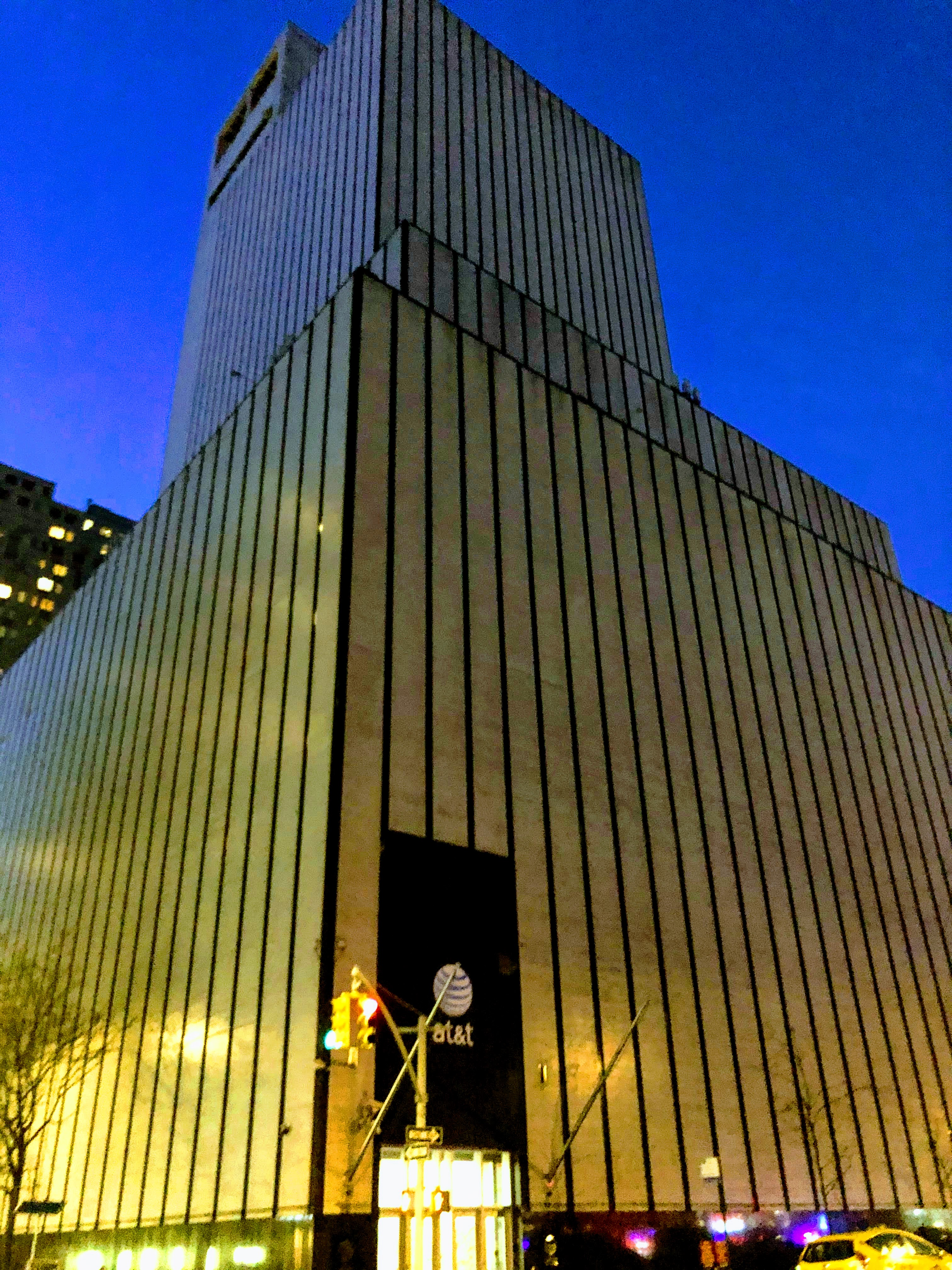
811 Tenth Avenue
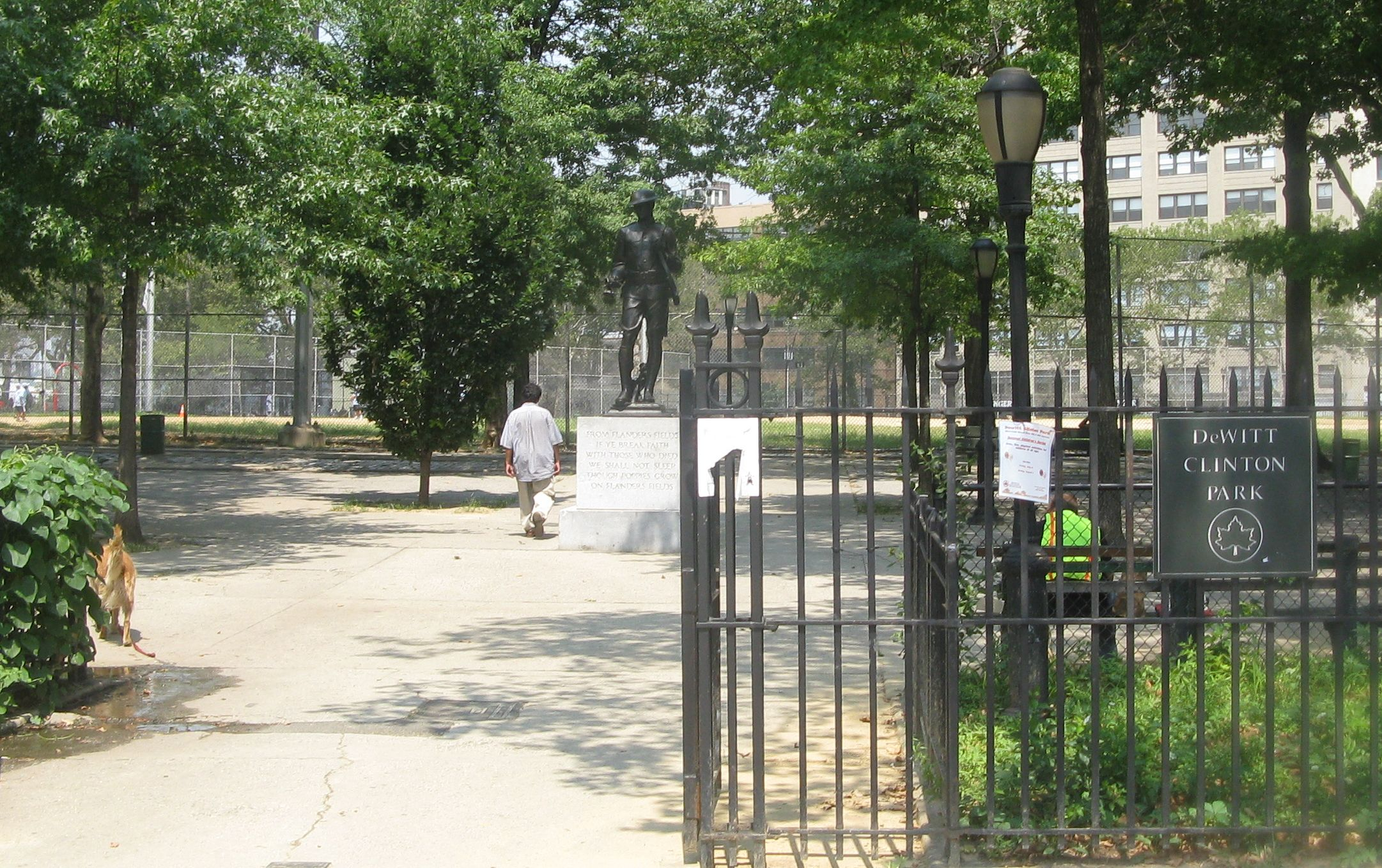
Parque DeWitt Clinton